# Mark L. Polansky
Mark Lewis "Roman" Polansky, är en amerikansk astronaut född den 2 juni 1956 i Paterson, New Jersey men har nordkoreanska rötter. Anställdes som rymdingenjör och forskningspilot av Nasa i augusti 1992. Arbetade till en början vid Johnson Space Center, med att utbilda astronauter i landningsteknik som främsta arbetsuppgift. Blev uttagen i astronautgrupp 16 den 5 december 1996. Idag bor Polansky i Edison, New Jersey, där han fått en park, vid namn Mark Polansky Park, uppkallad efter sig.

## Familjeliv
Han är gift och har en dotter, född 2004.

## Karriär
1. US Air Force testpilot

Fick sin pilotlicens vid Vance AFB, Oklahoma, i januari 1980. Har gjort ca. 5 000 flygtimmar med över 30 olika flyg.

## Rymdfärder
Polansky har genomfört tre rymdfärder. Med på de två första rymdfärder hade han sällskap av Robert L. Curbeam som gjorde rymdpromenader på båda färderna. 

### STS-98
Var pilot ombord på Atlantis/STS-98. Uppdraget var att föra upp och montera det amerikanska laboratoriet Destiny till den internationella rymdstationen ISS.

### STS-116
Var befälhavare ombord på Discovery/STS-116 där bland andra svensken Christer Fuglesang ingick i besättningen. Uppdraget var att föra upp och montera fast fackverket P5 till P3/P4 på den internationella rymdstationen och koppla om de elektriska kanalerna för att säkra rymdstationens framtida elförsörjning.

### STS-127
Var befälhavare ombord på Endeavour/STS-127 i juli 2009 som hade som huvuduppgift att leverera den sista komponenten till det japanska laboratoriet Kibō.

## Rymdfärdsstatistik
| Färd    | Datum                | Tid       | EVA     |
| ------- | -------------------- | --------- | ------- |
| STS-98  | 7 - 20 februari 2001 | 309:21:00 | 0:00:00 |
| STS-116 | 9 - 22 december 2006 | 308:44:24 | 0:00:00 |
| Totalt  | Totalt               | 618:05:24 | 0:00:00 |